# 하이드록시카복실산 수용체
하이드록시카복실산 수용체(영어: hydroxycarboxylic acid receptor, HCAR) 또는 HCA 수용체(영어: HCA receptor) 계열에는 다음과 같은 사람 단백질이 포함된다.
- 하이드록시카복실산 수용체 1 (HCA1, 이전에는 GPR81로 알려짐)
- 하이드록시카복실산 수용체 2 (HCA2, 이전에는 니아신 수용체 1 및 GPR109A로 알려짐)
- 하이드록시카복실산 수용체 3 (HCA3, 이전에는 니아신 수용체 2 및 GPR109B로 알려짐)

## 같이 보기
- 하이드록시카복실산